# 关西外国语大学
关西外国语大学（かんさいがいこくごだいがく，英语：Kansai Gaidai University），是日本的一所私立大学。总部位于大阪府枚方市中宫东之町16-1。1966年设立。大学简称关西外大、KGU。
该校是一所外国语大学，但仍设有4个学部，一个短期大学部，以及大学院与留学生别科课程。学校规模为中大型。该校与北京语言大学合作开设有孔子学院。

## 相关链接
- 官方网站 （页面存档备份，存于）
- 孔子学院列表